# Romantic Comedy
Romantic Comedy és una obra de teatre de Bernard Slade, autor de Un cop l'any  (anglès Same Time, Next Year).

## Argument
Phoebe Craddock i Jason Carmichael són dramaturgs que es reuneixen i decideixen col·laborar fins que ell es ca sa. La seva relació produeix primer un fracàs i després una sèrie d'èxits. El seu repartiment continua sent agut i enginyós, ja que el seu interès mutu no correspost aplega energia durant un període de nou anys, fins que finalment es produeix una certa resolució.

## Producció
L'obra es va representar a Broadway el 8 de novembre de 1979 amb 11 representacions al Teatre Ethel Barrymore. Va tancar el 18 d'octubre de 1980 després de 396 representacions. L'obra fou dirigida per Joseph Hardy, amb escenografia de Douglas W. Schmidt, vestuari de Jane Greenwood, i il·luminació de Tharon Musser. El repartiment original era format per Mia Farrow (Phoebe Craddock), Anthony Perkins (Jason Carmichael), Carole Cook (Blanche Dailey), Holly Palance (Allison St. James), Greg Mullavey (Leo Janowitz), i Deborah May (Kate Mallory). Keith Baxter (Jason Carmichael), Karen Valentine (Phoebe Craddock) i Benay Venuta (Blanche Dailey) van formar part del repartiment més tard.
En 1983 Slade va adoptar la seva obra al cinema dirigida per Arthur Hiller. Els protagonistes foren Dudley Moore i Mary Steenburgen.

## Recepció
El New York Post va escriure: "Un encant d'obra... divertit entreteniment d'un sentiment càlid i enginyós."
John Simon, va escriure al New York Magazine: " Romantic Comedy gairebé compensa en comèdia el que li falta en romanç ... Mia Farrow és bastant bona ... Anthony Perkins manca desesperadament de carisma ..."

## Altres representacions
Es va representar en castellà amb el títol de La chica del asiento de atrás al Teatro Infanta Isabel de Madrid el 29 de setembre de 1983. Fou dirigida per Arturo Fernández amb escenografia de Fernando Viñas i protagonitzada per Arturo Fernández, Victoria Vera (substituïda per Lola Muñoz), Paula Martel i Trini Alonso. Encara no ha estat representada en català.